# Дилдін Максим Сергійович
Максим Сергійович Дилдін  (рос. Максим Сергеевич Дылдин, 19 травня 1987) — російський легкоатлет, олімпійський медаліст.

## Виступи на Олімпіадах
| Олімпіада  | Дисципліна              | Місце     |
| ---------- | ----------------------- | --------- |
| Пекін 2008 | біг на 400 метрів       | 5 h7 r1/3 |
| Пекін 2008 | естафета 4 x 400 метрів | 3         |